# Erebus (cratera)
Erebus é uma cratera de impacto em Marte visitada pelo veículo Opportunity em seu caminho para a muito mais vasta cratera Victoria. Seu nome vem de um navio de exploração polar HMS Erebus. O rover se encontrava na vizinhança imediata da cratera a aproximadamente sol 550 a 750 (outubro de 2005 a março de 2006).
Erebus está localizado a aproximadamente 2,500 metros a sum da muito menor cratera Vostok, a qual havia sido previamente visitada pela Opportunity. Ela está cercada pelo que os cientistas chamam de "terreno enrugado", uma região onde as rochas apontam acima do nível da areia no Meridiani Planum.
Erebus possui aproximadamente 350 metros de largura, duas vezes mais largo que a cratera Endurance. No entanto, esta cratera está muito velha e erodida, podendo mal ser vista do solo; ela mais parece ser um círculo de afloramentos rochosos circundando uma região de dunas.

## Ver também

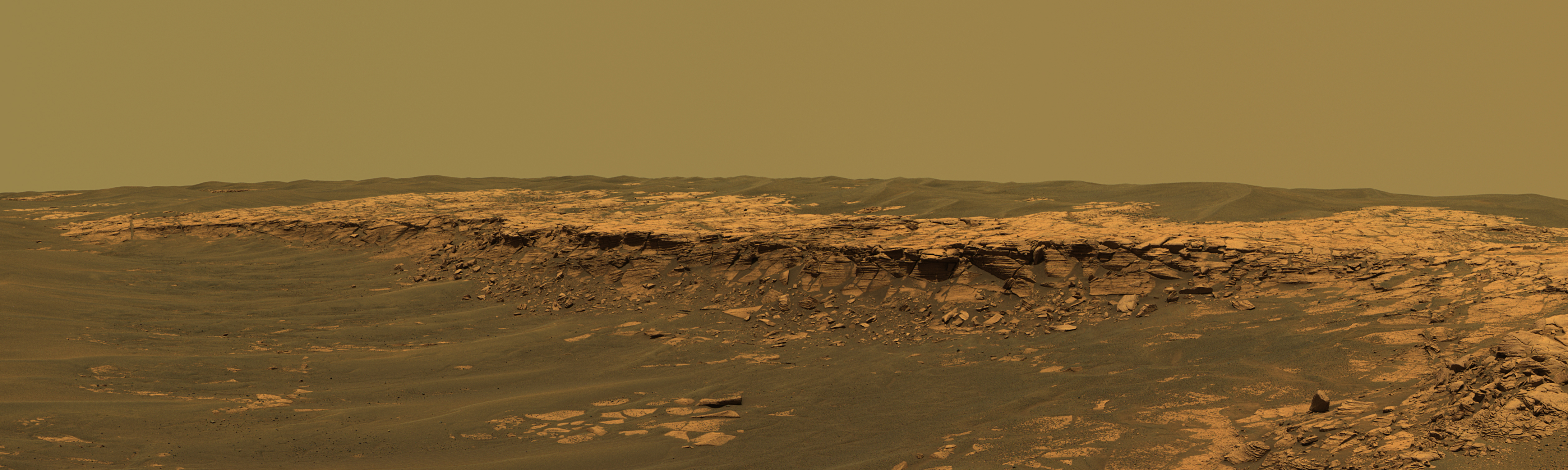
Um afloramento chamado "Payson", na borda ocidental de Erebus.
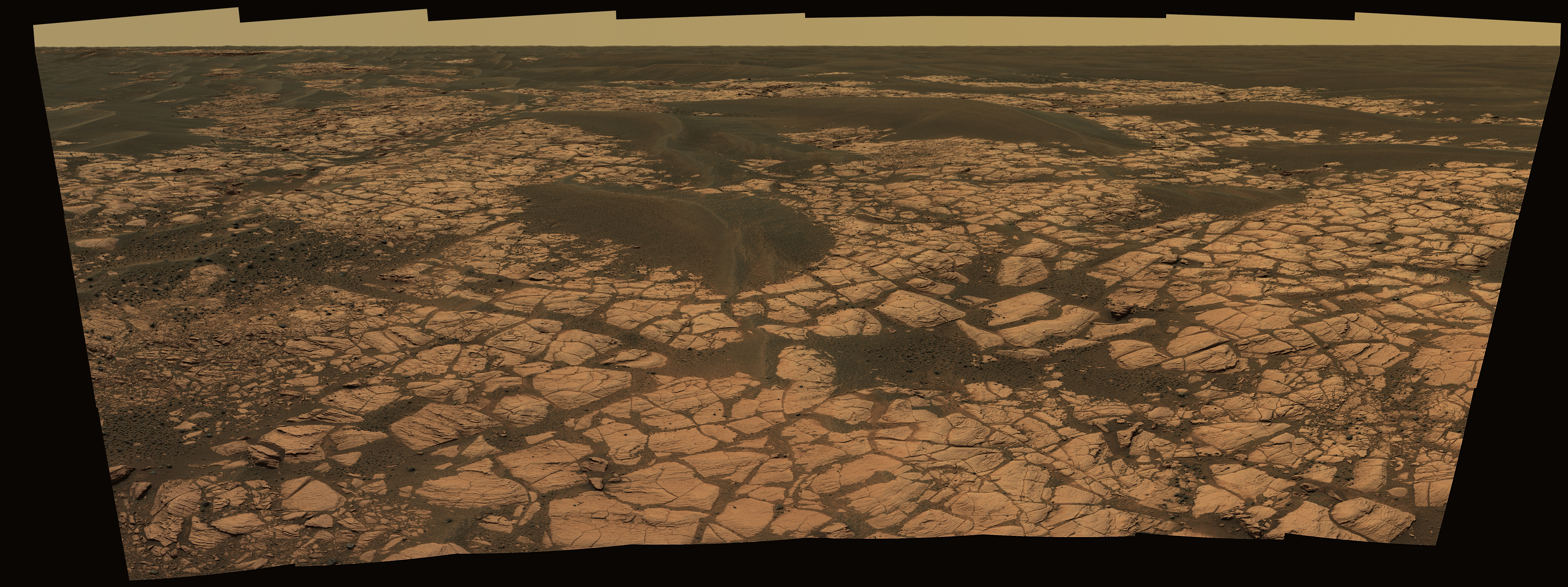
Afloramento "Olympia" na margem noroeste de Erebus
Foto panorâmica em cores da Opportunity na borda da Erebus. A cratera em si pode ser vista no centro da imagem, no topo.